# Deutsche Botschaft Lilongwe
Die Deutsche Botschaft Lilongwe ist die offizielle diplomatische Vertretung der Bundesrepublik Deutschland in der Republik Malawi.

## Lage und Gebäude
Die Botschaft liegt in Nachbarschaft zu der amerikanischen Botschaft und der südafrikanischen Hochkommission im Zentrum der malawischen Hauptstadt Lilongwe. Zum 25 km nördlich gelegenen internationalen Flughafen (Kamuzu International Airport) im Ort Lumbadzi dauert die Fahrt auf der Autobahn M1 eine gute halbe Stunde. Die Botschaft ist 2 km von dem in 5 Minuten erreichbaren Außenministerium entfernt. Die Straßenadresse der Botschaft Lilongwe lautet: Convention Drive (Capital City), Lilongwe.
Zum 120 km entfernten Ufer des Malawisees beträgt die Fahrtzeit rund 2 Stunden. Der nächstgelegene Grenzübergang nach Mosambik ist über die Autobahn M1 in südlicher Richtung in 2 Stunden (100 km) erreichbar. Auch zu der im Westen gelegenen Grenze zu Sambia gelangt man in 2 Stunden über die M12 (124 km). Der Landweg in das Nachbarland Tansania im Norden erfordert eine Fahrt von fast 9 Stunden (620 km). Wie in weiten Teilen Subsahara-Afrikas besteht auch hier die Möglichkeit, Fahrten mit unregelmäßig verkehrenden, privat betriebenen Kleinbussen und Bussen durchzuführen; die Fahrtzeiten sind in diesen Fällen länger als bei Benutzung eines Pkws.
Die Kanzlei ist in einem zweigeschossigen Haus auf eigenem Grundstück untergebracht.

## Aufgaben und Organisation
Die Botschaft Lilongwe hat den Auftrag, die bilateralen Beziehungen zum Gastland Malawi zu pflegen, die deutschen Interessen gegenüber der Regierung von Malawi zu vertreten und die Bundesregierung über Entwicklungen im Gastland zu unterrichten. In der Botschaft werden die Sachgebiete Politik, Wirtschaft, Kultur und Bildung bearbeitet. Die Entwicklungszusammenarbeit konzentriert sich auf die Schwerpunkte Bildung, Privatsektorenentwicklung im ländlichen Raum, Gesundheit und soziale Sicherung.
Die Botschaft erledigt konsularischen Dienstleistungen für deutsche Staatsangehörige in Malawi. Die Ausstellung von Visa für malawische Staatsangehörige wird durch die Deutsche Botschaft Lusaka (Sambia) erledigt. An der Botschaft werden in der Regel Rechtsreferendare (Wahlstation) ausgebildet.
Frankreich unterhält keine eigene diplomatische Vertretung in Malawi. Ein Verbindungsbüro Frankreichs („diplomatische Außenstelle“) befindet sich in der Liegenschaft der Deutschen Botschaft Lilongwe.

## Geschichte
Seit dem 3. Februar 1964 unterhielt die Bundesrepublik Deutschland in der damaligen Hauptstadt Blantyre der Kolonie Njassaland ein Konsulat. Dieses wurde am 6. Juli 1964, dem Unabhängigkeitstag vom Vereinigten Königreich, in eine Botschaft umgewandelt. Am 12. November 1979 wurde die Botschaft in die neue Hauptstadt Lilongwe verlegt.